# Harriet Riddell
Harriet Riddell (nascida em 1990) é uma artista têxtil performática e educadora de Oxfordshire que usa bordados de forma livre para criar retratos costurados e cenários ao vivo. Ela costuma costurar em locais desafiadores, como mercados públicos, bairros de lata e campos; ela usa energia solar, baterias carregadas por bicicletas e pedais para alimentar a sua máquina de costura. Riddell exibiu o seu trabalho em todo o mundo, incluindo em Londres, Delhi, Nairobi e Toronto.
Riddell inicialmente aprendeu a usar uma máquina de costura com sua mãe quando era ainda criança. A avó de Riddell, uma artista têxtil canadiana, ensinou-a o seu bordado de forma livre quando Riddell tinha dez anos.